# Непальское Армейское Воздушное сообщение
Непал не имеет Военно воздушных сил как таковых, но Вооружённые силы Непала обладают ограниченным контингентом техники, объединённым в Непальское Армейское Воздушное сообщение, (непальск. नेपाली सैनिक विमान सेवा) также известное, как Армейское Воздушное Крыло Непала, (ранее Королевские ВВС).

## История ВВС Непала
Королевство Непал находится между двумя сильнейшими азиатскими государствами — Китаем и Индией. Несмотря на свое явное стратегическое месторасположение, страна никогда не подвергалась территориальным нападкам со стороны соседей. По этой причине вооруженные силы Непала немногочисленны
Собственных ВВС у Непала нет. Однако имеется несколько самолётов и вертолётов, сведенных в одну авиабригаду (англ. Royal Nepal Army Air Wing), сформированную в 1979 г. Главная цель — решение транспортных задач, перевозка парашютистов и помощь при борьбе с природными катаклизмами. Небольшое число самолётов и вертолётов не вооружены и не предназначены для выполнения боевых операций. Помимо авиабригады имеется VIP-крыло Royal VIP Flight, основное назначение которого — перевозка высокопоставленных членов правительства. Все самолёты базируются в аэропорту Катманду
Всего же в стране имеется 36 аэродромов, которые в принципе могут использоваться и для проведения военных операций. Многие аэродромы небольшие и располагают только короткими ВВП.
С 1996 г. Непал ведет непрекращающуюся борьбу с маоистскими повстанцами, целью которых является свержение конституционного строя и провозглашение коммунистической республики. Со временем столкновения переросли в настоящую террористическую войну. После событий 1 июля 2001 г., когда в результате ужасной резни погибла вся королевская семьи, действия повстанцев значительно усилились, что поставило под реальную угрозу демократии. Потребовались боевые вертолёты, способные противодействовать маоистским партизанам, скрывающимся в горных районах на западе страны

## Известные пилоты
- Майор Ниру Дхунгана — Одна из первых женщин — военных лётчиц
- Майор Анита Магар — Одна из первых женщин — военных лётчиц

### Техника и вооружение
| Тип                          | Производство   | Назначение            | Вариант   | Количество | Примечания |           |
| Транспорт                    | Транспорт      | Транспорт             | Транспорт | Транспорт  | Транспорт  | Транспорт |
| ---------------------------- | -------------- | --------------------- | --------- | ---------- | ---------- | --------- |
| PZL M28                      | Польша         | транспорт             |           | 3          | 2 заказано |           |
| Britten-Norman BN-2          | Великобритания | транспорт             |           | 1          |            |           |
| CASA CN-235                  | Индонезия      | транспорт             |           | 1          |            |           |
| Hawker Siddeley HS 748       | Великобритания | транспорт             |           | 2          |            |           |
| Вертолёты                    |                |                       |           |            |            |           |
| Ми-17                        | РФ             | Многоцелевой вертолёт |           | 5          |            |           |
| Dhruv                        | Индия          | Многоцелевой вертолёт |           | 4          |            |           |
| Aérospatiale AS.350 Écureuil | Франция        | Многоцелевой вертолёт |           | 7          |            |           |
| Sud-Aviation Alouette III    | Франция        | Многоцелевой вертолёт |           | 2          |            |           |
| AgustaWestland AW139         | Италия         | Многоцелевой вертолёт |           | 2          |            |           |